# 캠프 그리브스
캠프 그리브스(Camp Greaves)는 민간인출입통제구역에 속하는 경기도 파주시 군내면 백연리에 있는 옛 미국 제8군의 군영이었다. 

## 역사
1953년 7월, 대한민국 정부이 주한 미군에게 토지를 제공하고, 군영을 설치하는 것으로 주둔하기 시작하였다.
냉전 동안 미국 제2보병사단에 예속되어 있던 제9보병연대, 1대대, 제20보병연대, 1대대 등이 교대로 배치되었다. 
마지막으로 제506보병연대, 1대대가 주둔하였다.
2002년 체결된 한미연합토지관리계획에 따라 시설관리국은 캠프 그리브스를 2004년 11월에 폐쇄하고 주한 미군에서 2007년 8월에 반환하였다.

### 반환 이후
부셔지지 않고 그대로 남겨진 건물과 퀀셋 막사는 경기관광공사에서 국방부와의 지원협약을 맺고 2013년 12월 14일부터 호스텔 및 안보체험시설로 민간에 개방하였다. 민간통제구역 지역이므로 예약제로 운영하였다. 2016년 2월 24일부터 4월14일까지 방영된 KBS 2TV의 16부작 드라마 태양의 후예에서 2~11화 동안 작중의 가상 조직인 우르크 태백부대의 본진 촬영지로 쓰였다. 드라마에 인해 지명도가 높아지자, 당일 관광도 할 수 있게 제1보병사단과 조건부 협약을 맺고 주변의 제3땅굴, 도라전망대, 임진각국민관광지와 묶어 경기도 북부지역의 안보관광코스로 지정하였다.
문화재생사업에 대한 이해도와 미숙한 운영으로 주한 미군의 캠프 그리브스였다는 원래 의미를 살리지 못했고, 관리에도 문제가 있다고 지적받았다.

## 시설
- H-122/C-122 헬기장, ICAO: RKB9, 해발: 200 ft / 61 m
- 병원 - 치과
- MWR
  - 재활원
  - 도서관
  - 스포츠
    - 체육관
    - 야외 테니스, 농구, 라켓볼
    - 볼링장
    - 수영장

  - 클럽 - 병사, 부사관, 장교
- 육군 및 공군 면세점 (AAFESS)
  - 버거바
  - 수선점
  - 이발점
  - 빨래터

## 같이 보기
- 주한 미군의 시설 목록

## 참고
1. ↑  Kwon Mee-yoo (2018년 8월 23일). “Former US army base becomes artistic haven” (영어). The Korea Times. 2019년 5월 21일에 확인함.
2. ↑  하인규 (2018년 8월 3일). “민통선내 미군기지 캠프 그리브스, 한반도 평화바람 타고 이용객수도 ‘쑥쑥’”. 《www.breaknewsdb.com》 (브레이크뉴스 경기동북부). 2019년 5월 21일에 확인함.
3. ↑  노승혁 (2016년 5월 27일). “'태양의후예' 촬영지 캠프그리브스, 안보관광지 된다”. 연합뉴스. 2019년 5월 21일에 확인함.
4. ↑  현우진 (2018년 12월 31일). “(버려진 건축물의 부활, 폐산업시설 재생사업②) 한국형 문화재생사업, 무엇이 문제인가”. 시사위크. 2019년 5월 21일에 확인함.